# Another World (singolo Brian May)
Another World è un singolo del cantante britannico Brian May, pubblicato nel 1998 come quarto estratto dall'album omonimo.

## Tracce
1. Another World – 4:07 (Brian May)
2. Only Make Believe – 2:38 (Conway Twitty, Jack Nance)
3. Hot Patootie – 3:20 (Richard O'Brien)

## Formazione
Hanno partecipato alle registrazioni, secondo le note di copertina di Another World:
Musicisti
- Brian May – arrangiamento, voce, chitarra, tastiera, programmazione
- Steve Ferrone – batteria
- Ken Taylor – basso

Produzione
- Brian May – produzione
- Justin Shirley-Smith – ingegneria del suono, coproduzione
- David Richards – missaggio